# آلن (رود)
رودخانه آلن (به انگلیسی: Allaine) رودخانهای است که در سوئیس و فرانسه جریان دارد.